# Martín Hahn
Martín Hahn (nacido en Barinas, Venezuela, el 14 de septiembre de 1964), es un escritor, guionista de televisión, dramaturgo, profesor y actor venezolano, conocido por sus telenovelas de misterio y suspenso.

## Inicios
Martin Hahn nace en el estado Barinas, Venezuela, en 1964. Es egresado como licenciado en arte, mención Cine, de la Universidad Central de Venezuela (UCV) y también es técnico superior en Publicidad del Instituto Universitario de Nuevas Profesiones. Luego de culminar sus estudios fue a Puerto Rico a hacer cine y también ha vivido en Venecia, Bali y Colonia.
En 1984 Hahn actuó en la película dramática húngara Yerma, basada en la tragedia homónima de Federico García Lorca, la cual fue escrita y dirigida por Imre Gyöngyössy y Barna Kabay, y estrenada el 20 de diciembre de ese año.

## Carrera

### 1990 - 2010: Inicios y consagración en RCTV
A comienzos de 1990 Hahn regresó a Venezuela y trabajó en Radio Caracas Televisión (RCTV) en donde desarrolló su primer trabajo que fue el unitario Incriminada, el cual fue protagonizado por Maricarmen Regueiro y que ganó, en 1992, el Meridiano de Oro. También escribió para ese canal el unitario Confesión oculta, el cual obtuvo buenas críticas.
Más tarde, en ese mismo año 1992, se incorporó, temporalmente, como dialoguista de la telenovela Por estas calles. Sin embargo su primer trabajo como escritor fue en 1994, donde compartió con el escritor venezolano Salvador Garmendia, la telenovela El desafío.
En 1998, y de nuevo junto a Salvador Garmendia, escribió la telenovela Aunque me cueste la vida.
En el año 2000 Hahn escribió Angélica Pecado, que se convirtió en su primer melodrama de misterio y asesinos.[cita requerida]
En el 2002 escribió La mujer de Judas.
Dos años más tarde, en el 2004, escribió Estrambótica Anastasia. Un año después, en el 2005, escribió la telenovela Amor a palos.
En el 2006 escribió la etapa cumbre de Y los declaro marido y mujer, telenovela que fue grabada en la Isla de Margarita, Nueva Esparta.
Más tarde, en el año 2008, escribió para RCTV Internacional la telenovela Nadie me dirá cómo quererte, la cual fue basada en la novela de Teresa de la Parra Ifigenia.

### 2010 - 2014: De RCTV a otros canales
Tras 20 años en Radio Caracas Televisión, en 2010 Hahn firmó un contrato por 4 años con el canal venezolano Venevisión.
En 2011 escribió su cuarto melodrama gótico, La viuda joven, transmitido ese mismo año.
En noviembre del 2011, viajó a México para supervisar la versión de La mujer de Judas, realizada por la empresa TV Azteca.
En 2012 escribió la telenovela Mi ex me tiene ganas la cual fue estrenada el 16 de mayo de ese año pero, tras el descenso de los índices de audiencia, de la misma Hahn decidió retomar aquellas tramas; por lo que las críticas y el público terminaron favoreciendo a la telenovela, la cual finalizó el 5 de diciembre de ese año.
Durante esta época Hahn también incursionó en el teatro al estrenar las piezas: 3 reinas, Rey de oro, Hombre casado busca... y Mátame, todas de su autoría.

### 2014 - presente: Vuelta a RCTV y otros trabajos
Luego de cuatro años de ausencia Hahn regresa en 2014 a Radio Caracas Televisión con la telenovela Piel salvaje, basada en La fiera, de Julio César Mármol en 1978. Esta telenovela sería estrenada en Venezuela en 2016.
Para 2016 escribió, con una idea original, la telenovela titulada Corazón traicionado (la cual se estrenaría en 2018) y, también en 2016, realizó para la productora venezolana Image Producciones las miniseries de misterio Poseída y Manicomio.
El 23 de marzo de 2018 y en el marco de la 13.ª edición de Microteatro Venezuela se estrenó la primera pieza teatral escrita por Hahn en este formato (de 15 minutos de duración) titulada Mente macabra.
El 24 de agosto de ese año Hahn publicó una foto en su cuenta de Instagram con la leyenda: "¡Volví a RCTV!. Me recibieron como se recibe a un hijo, a un hermano o a un amigo. Gracias a todos los que me dieron la bienvenida a cada paso que daba. Después les cuento a qué regresé. Solo les adelanto que será más terrorífica que 'La Mujer de Judas'". La producción realizada en esta oportunidad resultó ser la miniserie Almas en Pena, en donde varios youtubers se reúnen para descubrir qué hay detrás de diversos mitos y leyendas (tanto de Venezuela como Latinoamérica) acerca de aparecidos y almas en pena pero, tras fallecer siete de ellos y reportarse la desaparición de otros tres, la policía inicia una investigación para saber qué ocurrió con las víctimas y la relación con dichos espantos.
El 20 de julio de 2019 se anunció el estreno (pautado para el 20 de enero de 2020) de la más reciente telenovela de Martín Hahn, titulada La última esposa, la cual es producida por Pro Capital Film Studios y transmitida por la cadena dominicana Telemicro.

## Filmografía

### Como escritor y guionista

#### Telenovelas
- El desafío (1995)
- Aunque me cueste la vida (1998)
- Angélica Pecado (2000)
- La mujer de Judas (2002)
- Estrambótica Anastasia (2004)
- Amor a palos (2005)
- Y los declaro marido y mujer (2006)
- Nadie me dirá cómo quererte (2008)
- La viuda joven (2011)
- Mi ex me tiene ganas (2012)
- Piel salvaje (2015)
- Corazón traicionado (2016)
- La última esposa (2020)

#### Miniseries
- Poseída (2016)
- Manicomio (2016)
- Almas en pena (2019)

#### Nuevas versiones reescritas por él mismo
- La mujer de Judas (2012)

### Como actor
- Yerma (1984)

## Teatro
- Rey de oro (2010)
- Hombre casado busca... (2011)
- Mátame (2013)
- 3 reinas (2014)
- Mente macabra (2018)